# Justin Ahomadégbé-Tomêtin
Justin Ahomadégbé-Tomêtin (Abomei, Daomé Francês, 16 de janeiro de 1916 – Cotonu, Benim, 8 de março de 2002) foi um político do Benim. Foi primeiro ministro de seu país entre 1964 e 1965, e presidente da república entre 7 de maio e 26 de outubro de 1972 quando foi derrubado por um golpe de estado liderado por Mathieu Kérékou.
Ahomadégbé tornou-se presidente por um sistema que promoveu a rotação do cargo entre três principais figuras políticas: Hubert Maga, Ahomadégbé e Sourou-Migan Apithy. Maga pacificamente passou o poder a Ahomadégbé em 1972, porém no final daquele ano Ahomadégbé foi derrubado por um golpe militar. Os três permaneceram em prisão domiciliar até 1981.